# Monolepis trifida
Monolepis trifida är en amarantväxtart som först beskrevs av Ludolph Christian Treviranus, och fick sitt nu gällande namn av Heinrich Adolph Schrader. Monolepis trifida ingår i släktet Monolepis och familjen amarantväxter. Inga underarter finns listade i Catalogue of Life.